# Bastrup (Sydslesvig)
 For alternative betydninger, se Bastrup. (Se også artikler, som begynder med Bastrup)
Bastrup (dansk) eller Basdorf (tysk) er en landsby beliggende umiddelbart syd for Risby i landskabet Svansø i Sydslesvig. Administrativt hører Bastrup under Risby Kommune i Rendsborg-Egernfjord kreds i den nordtyske delstat Slesvig-Holsten. I kirkelig henseende hører stedet under Risby Sogn. Sognet lå i Risby Herred (senere Svans godsdistrikt, Hertugdømmet Slesvig/Sønderjylland), da området tilhørte Danmark.
Bastrup omtales første gang i skriftlige kilder 1543. Mejer skriver 1649 Bastorp, på dansk findes også formen Bostorp. Landsbyen ligger omgivet af engarealer. Forleddet Bast- synes at betyde Kratbevoksning på lavtliggende sted. Bast(e) (oldn. bast) som forled findes i en mængde stednavne i det danske sprogområde og synes at betyde en samling træer (buske, krat). Der er f. eks. en Bastrup nord for grænsen i Vamdrup Sogn ved Kolding. Øst for Bastrup ligger godset Sakstrup.